# 马克西米利安·米特尔施泰特
马克西米利安·米特尔施泰特（德語：Maximilian Mittelstädt，1997年3月18日—）是一位德国足球运动员，現效力於德甲俱乐部斯图加特，德國國家足球隊成員。于场上司职后卫。

## 俱乐部生涯
米特尔施泰特自幼便在斯塔肯的青年队开启其足球生涯，直至他5岁时加盟策伦多夫赫塔。2012年，他又转会至柏林赫塔的青训营。
2015年8月18日，米特尔施泰特与柏林赫塔签署了一份有效期至2018年的职业合同。他的德甲处子秀是在2016年3月2日完成，在这场以2比0战胜法兰克福的比赛中，米特尔施泰特于第90分钟替换登场。

## 国家队生涯
米特尔施泰特自2015-16赛季起开始代表德国19岁以下国家足球队（德国U19）出战。在2016年10月，他又首次代表德国U20登场。

## 荣誉及奖项
斯圖加特
- 德國足協盃冠軍：2024–25

### 其他
- 弗里茨·瓦尔特奖：U19组铜奖（2016年）